# Christopher Trimmel
Christopher Trimmel (sinh ngày 24 tháng 2 năm 1987) là một cầu thủ bóng đá chuyên nghiệp người Áo thi đấu ở vị trí hậu vệ cho câu lạc bộ Union Berlin tại Bundesliga và đội tuyển quốc gia Áo.

## Thống kê sự nghiệp

### Đội tuyển quốc gia
Tỉ số và kết quả liệt kê bàn thắng của Áo trước. 
| Số | Ngày                 | Địa điểm                                | Đối thủ | Tỷ số | Kết quả | Giải đấu                 |
| -- | -------------------- | --------------------------------------- | ------- | ----- | ------- | ------------------------ |
| 1. | 15 tháng 11 năm 2021 | Sân vận động Wörthersee, Klagenfurt, Áo | Moldova | 2–0   | 4–1     | Vòng loại World Cup 2022 |